# Dondon Domeru to Ron
Dondon Domeru to Ron (яп. どんどんドメルとロン) — японский аниме-сериал, выпущенный студиями Telescreen Japan Inc. и 
Saban Entertainment по мотивам бельгийского комикса Cubitus.  Транслировался по телеканалу TV Tokyo с 5 апреля 1988 года по 27 марта 1989 года. Всего выпущены 52 серии аниме. Сериал также транслировался на территории США, Англии, Франции, Германии, Италии, Испании, Нидерландов и Польши.

## Сюжет
Сюжет разворачивается вокруг большого ленивого белого пса по имени Доммель, хозяин которого является сумасшедшим учёным, изобретающим самые диковинные вещи, которые никогда не работают, параллельно Доммель постоянно терпит издевательства со стороны кота, который всячески старается спровоцировать и разозлить пса. Сам пёс тайно влюблён в соседку по имени Черри.

## Список персонажей
Доммель
Главный герой истории и антропоморфный пёс, он очень умный, но имеет бездонный аппетит.
Сэйю: Наоки Тацута
Профессор Рон
Хозяин Доммеля и безумный учёный с белой длинной бородой, носит розовый свитер. Постоянно изобретает новые устройства, который никогда не работают по назначению и приводят к негативным последствиям.
Сэйю: Канэта Кимоцуки
Блэкки
Чёрный кот, который часто издевается над Доммелем и портит изобретения профессора, иногда может выступать другом.
Сэйю: Рика Мацумото
Черри
Соседка-подросток, в которую Доммель тайно влюблён
Сэйю: Мина Томирага
Беатрис
Грозная соседка, которая часто грубо обращается с Доммелем.
Сэйю: Кадзуко Сугияма
Офицер свисток
Полицейский, который всегда появляется со свистков во рту, чтобы сообщить о возникшей проблеме.